# Ixion (Ribera)
Ixion is een schilderij van José de Ribera uit 1632. Het is een belangrijk voorbeeld van de gruwelijke schilderijen die Ribera's reputatie lang hebben bepaald. Sinds 1819 maakte het deel uit van de collectie van het Museo del Prado in Madrid. 

## Ixion
Ixion, koning van de Lapithen, was een van de permanente bewoners van de Tartaros, het deel van de Griekse onderwereld dat bestemd was voor ernstige zondaars. Ixion had dan ook zowel zijn schoonvader Deioneus vermoord als een poging gedaan om Hera te verleiden. Als straf voor dit laatste werd hij in de Tartaros vastgebonden op een vurig rad en moest zo eeuwig omwentelen.

## Voorstelling
Op Ribera's schilderij heeft een satyr met een duivels gelaat Ixion net met een ketting vastgebonden aan het rad. Met hulp van een tweede satyr wiens gezicht rechtsonder nog net te onderscheiden is, laat hij het wiel ronddraaien. Het realisme en chiaroscuro van Ribera's grote voorbeeld Caravaggio verhogen het dramatisch effect van het schilderij, dat wordt beheerst door Ixions monumentale rug. De wrede gezichtsuitdrukking van de satyr laat de toeschouwer huiveren. De schilder week hier overigens af van de traditie waarin de Erinyen de straf voltrokken.
Het doek maakte deel uit van een serie van de vier verdoemden uit de Tartaros, waarvan in het Prado nog een Tityus wordt bewaard. In 1548 had Titiaan al een vergelijkbare reeks voor Maria van Hongarije geschilderd, waarvan de voorstelling van Ixion echter verloren is gegaan. De politieke betekenis van de schilderijen - alle verdoemden waren door ernstige ongehoorzaamheid aan de goden in de Tartaros beland - moet onmiskenbaar geweest zijn. Het zou in de barok een populair thema in de beeldende kunst blijven.
Er bestaat onduidelijkheid over de juiste positie van het schilderij, horizontaal of verticaal. Indien het schilderij verticaal opgehangen wordt, heeft de satyr een veel natuurlijkere houding. De handtekening rechtsonder lijkt er echter voor te pleiten om het werk horizontaal te bekijken. Ixion staat dan op het punt naar de toeschouwer gedraaid te worden door de satyr, die uit de diepte van de Tartaros opduikt.

## Herkomst
In 1634 kocht Jerónimo de Villamena Ixion samen met Tityus van de markies van Charela voor de koninklijke collectie. De werken maakten achtereenvolgens deel uit van de inventaris van de koninklijke alcázar en het Buen Retiro-paleis in Madrid. Bij de oprichting van het Prado liet koning Ferdinand VII het schilderij overbrengen naar dat museum.

## Afbeeldingen

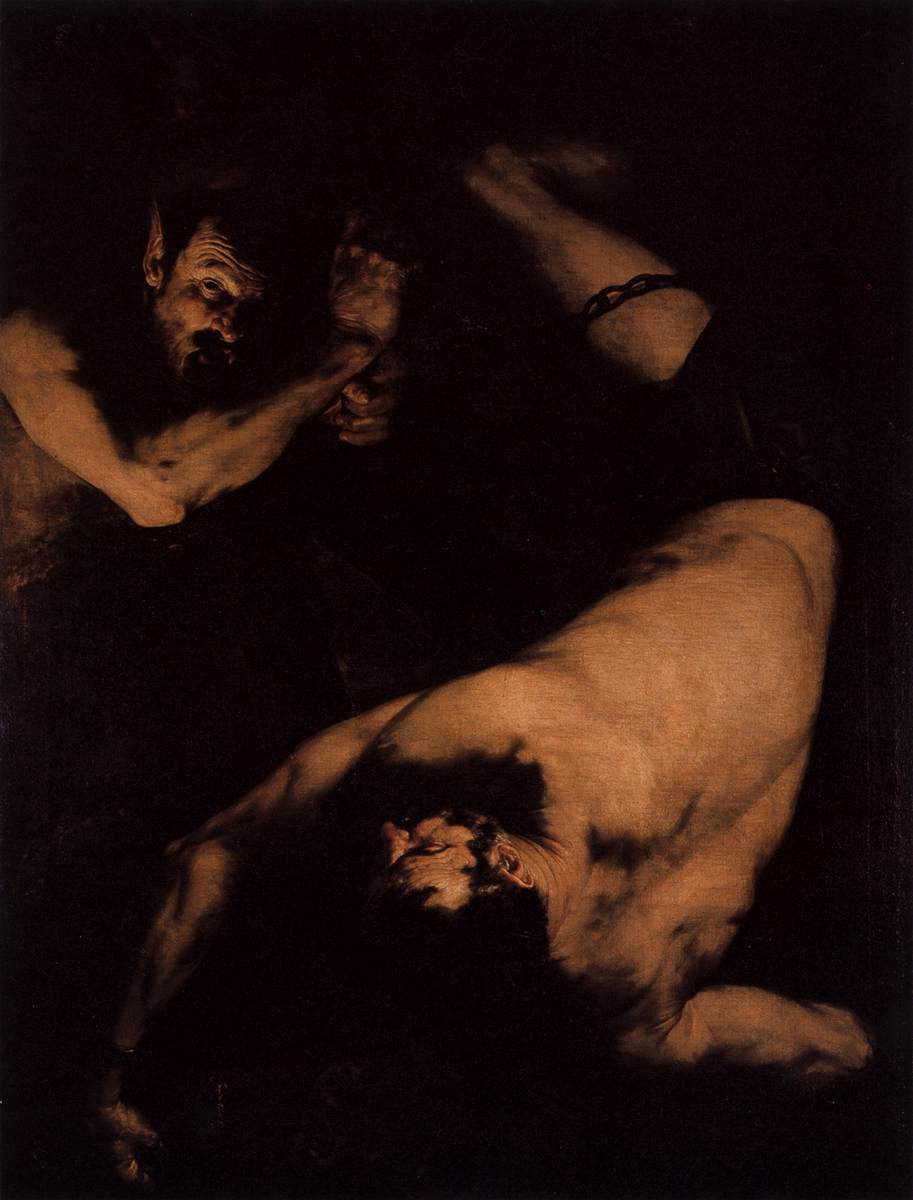
verticale weergave
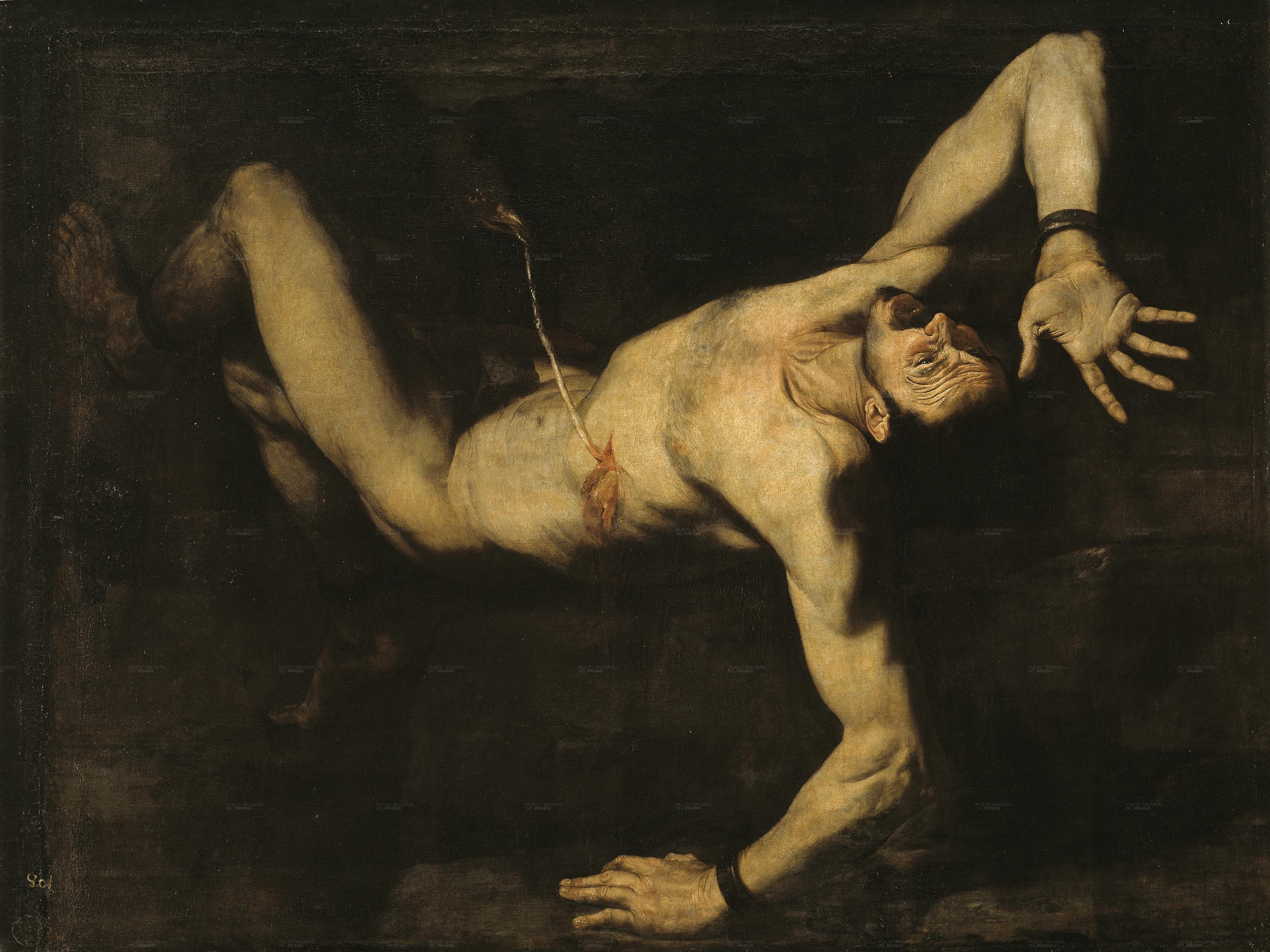
Tityus